# 奧西夫
50°37′22″N 29°26′21″E / 50.62278°N 29.43917°E
奧西夫（烏克蘭語：Осів），是烏克蘭北部日托米爾州日托米爾區霍罗多克市镇内的村落，面積0.3平方公里，海拔高度133米，2001年人口56，人口密度每平方公里189.83人。